# روفا غوتيريز
شارمين روفا راما غوتيريز (من مواليد 24 يونيو 1974) عارضة أزياء، ملكة جمال سابقة، مضيفة وممثلة فلبينية. كانت عام إطلالة العام للفلبين 1992، ملكة جمال العالم الفلبين 1993 وحلت في المركز الوصيفة الثانية في مسابقة ملكة جمال العالم 1993.

## حياتها الشخصية
هي الابنة الوحيدة للممثل إدي غوتيريز ومديرة المواهب، أنابيل راما. لديها شقيقان غير شقيقين، تونتون جوتيريز ورامون كريستوفر، من علاقات والدها السابقة. لديها خمسة أشقاء: إلفيس جوتيريز، روكي جوتيريز، ريتشي بول جوتيريز وريموند جوتيريز وريتشارد جوتيريز.
في عام 2003 ، تزوجت يلماز بيكتاس، رجل أعمال تركي. كان لديهم طفلان، لورين غابرييلا وفينيسيا لوران. أعلنوا انفصالهم من خلال بيان مشترك في 8 مايو 2007.

## روابط خارجية
- روفا غوتيريز على موقع IMDb (الإنجليزية)
- روفا غوتيريز على موقع أول موفي (الإنجليزية)
- روفا غوتيريز على موقع قاعدة بيانات الفيلم (الإنجليزية)

- Ruffa Gutierrez's Official Website
- روفا غوتيريز في قاعدة بيانات الأفلام على الإنترنت
- Filipino Model official website